# إلنا رايناخ
إلنا رايناخ (بالإنجليزية: Elna Reinach)‏ مواليد 2 ديسمبر 1968 في بريتوريا، هي لاعبة كرة مضرب جنوب أفريقية سابقة بدأت مسيرتها كمحترفة سنة 1983، اعتزلت اللعب في 1995. كما أنها إحدى بطلات الجراند سلام. أعلى تصنيف لها في الفردي كان المركز الـ 26 في سنة 1989. سبق أن شاركت في دورة الألعاب الأولمبية الصيفية.

## النهائيات

### الزوجي المختلط 2 (1–1)
| الحصيلة | الرقم | التاريخ        | الدورة                                        | الأرضية | الشريك         | المنافس                            | النتيجة       |
| الوصافة | 1.    | 6 يونيو 1993   | فرنسا المفتوحة، فرنسا                         | ترابية  | داني فيسر      | أندريه أولهوفسكي يوجينيا مانيوكوفا | 2–6, 6–4, 4–6 |
| الفوز   | 2.    | 11 سبتمبر 1994 | بطولة أمريكا المفتوحة للتنس، الولايات المتحدة | صلبة    | باتريك غالبريث | تود وودبريدج يانا نوفوتنا          | 6–2, 6–4      |

## روابط خارجية
- إلنا رايناخ على موقع رابطة محترفات التنس (الإنجليزية)
- إلنا رايناخ على موقع الاتحاد الدولي لكرة المضرب (الإنجليزية)
- إلنا رايناخ على موقع كأس بيلي جين كينغ (الإنجليزية)
- إلنا رايناخ على موقع خلاصة التنس.كوم (الإنجليزية)
- إلنا رايناخ على موقع أوليمبيديا (الإنجليزية)